# Ян Чжи
Ян Чжи (кит. упр. 杨智, пиньинь Yáng Zhì; род. 15 января 1983) — китайский футболист, вратарь клуба Суперлиги Китая «Бэйцзин Гоань» и национальной сборной КНР.

## Карьера

### Клубная карьера
Ян Чжи начал профессиональную карьеру в клубе второго дивизиона «Гуандун Сюнъин», где ранее выступал за молодёжную команду. Игроку удалось достаточно быстро стать основным вратарем команды, за «Гуандун» в дебютном сезоне он провел 26 игр. В следующем сезоне он также выступал в 22 матчах своей команды (в настоящее время переименована в «Шэньчжэнь Кэцзянь») и помог занять 10-е место в лиге. Его выступления не оказались незамеченными - команда «Бэйцзин Гоань», представляющая Суперлигу пригласила его выступать в элитном дивизионе. В итоге, перед началом сезона 2005 года Ян Чжи оказался в новой команде. В «Бэйцзин Гоань» игрок также показал себя с лучшей стороны и стал первым вратарем команды - в дебютном сезоне за новый клуб он выходил на поле в 21 игре. Следующие сезоны оказались даже более удачными, а в 2009 году «Бэйцзин Гоань» завоевал титул чемпиона.

### Международная карьера
После удачных выступлений за «Бэйцзин Гоань» игрок был приглашен в национальную сборную, за которую дебютировал 10 августа 2006 года в товарищеском матче против команды Таиланда. Ян Чжи вышел на замену вместо Ли Лэйлэя, а китайская сборная одержала победу со счётом 4-0. В следующем году состоялся его полноценный матч за сборную в рамках отборочного турнира к чемпионату мира по футболу 2010 против сборной команды Мьянмы. Игра состоялась 28 октября 2007 года и завершилась победой китайской сборной со счётом 4-0. Однако основным вратарем сборной Ян Чжи стал только с приходом в команду нового главного тренера Гао Хунбо, который пригласил его в сборную в товарищеском матче против сборной Германии 29 мая 2009 года, которая завершилась ничьей 1-1. В феврале 2010 года со сборной КНР стал чемпионом Восточной Азии по футболу.

## Достижения
- Национальная сборная Китая:

Чемпионат Восточной Азии по футболу: чемпион, 2010
- «Бэйцзин Гоань»:

Суперлига Китая по футболу: чемпион, 2009